# Bege Margit
Bege Margit (Galócás, 1926. március 6. – Budapest, 1967. szeptember 5.) magyar színésznő.
Lánya: Urbán Erika színművész.

## Élete és pályafutása
1926. március 6-án született az Erdélyben fekvő Galócáson.
Színházi tanulmányait a Kolozsvári Nemzeti Színház színiiskolájában végezte. Pályáját 1952-ben kezdte az Állami Faluszínházban. A 9 évig tartó „falujárás” után 1960-tól a Szegedi Nemzeti Színházban, majd 1962-től Kecskeméten a Katona József Színházban játszott. 1966-tól a Veszprémi Petőfi Színház tagja volt.
Budapesten, 1967. szeptember 5-én, 41 évesen érte a halál.
Sikereit főleg a klasszikus drámák hősnőinek megformálásával aratta. Egyszerű, kedves megjelenésével, modorosság nélküli előadásmódjával a vidéki közönség kedvence volt.

## Színház
- Júlia (William Shakespeare: Rómeó és Júlia)
- Kata (Shakespeare: Makrancos hölgy)
- Lujza (Friedrich Schiller: Ármány és szerelem)
- Éva (Madách Imre: Az ember tragédiája)
- Komisszárnő (Visnyevszkij: Optimista tragédia)
- Klári (Sarkadi Imre: Ház a város mellett)

## Filmográfia
- Köznapi legenda (színházi előadás tv-felvétele, 1966)